# Ojo
Ojo je čtvrté studiové album amerického písničkáře Vince Bella. Vydáno bylo v březnu roku 2018, jedenáct let po předchozím albu Recado, společností Mulatta Records. Album produkovali Bob Neuwirth, David Soldier (vlastník společnosti Mulatta Records) a Patrick Derivaz. Neuwirth produkoval již jeho první desku Phoenix, která vyšla v roce 1994. Koncept jejich druhé spolupráce (tedy spíše mluvené slovo za doprovodu avantgardního jazzu) pochází z doby prací na této desce, ale realizace se dočkal až o více než dvacet let později. Dále na albu Ojo hrál například David Mansfield.

## Seznam skladeb
| Pořadí | Název                 | Délka |
| ------ | --------------------- | ----- |
| 1.     | A Little Poetry       | 1:52  |
| 2.     | Bads and the Better   | 2:42  |
| 3.     | Where the Wind Sleeps | 1:52  |
| 4.     | The Snake             | 1:56  |
| 5.     | Oh, Yeah              | 3:14  |
| 6.     | If You Walk Away      | 4:16  |
| 7.     | I Don't Wanna Hear It | 4:41  |
| 8.     | Gypsy                 | 3:26  |
| 9.     | Give Chance a Chance  | 3:12  |
| 10.    | Ojo                   | 4:07  |
| 11.    | Nothing at All        | 4:18  |

## Obsazení
- Vince Bell – zpěv, kytara
- David Soldier – housle, tleskání
- David Mansfield – banjo, dobro, lap steel kytara, housle
- Ratzo B. Harris – basa
- Renaud-Gabriel Pion – klarinet, klavír
- Satoshi Takeishi – bicí
- Pedro Cortes – kytara, tleskání
- Robert Dick – flétna
- Valerie Dee Naranjo – kalimba, perkuse
- Rob Schwimmer – klavír
- Patrick Derivaz – shaker
- Laura Cantrell – zpěv